# جمال عبده
جمال عبده (انگلیسی: Jemal Abdu؛ زادهٔ ۱۹۹۲) بازیکن فوتبال اهل اریتره است.
وی همچنین در تیم ملی فوتبال اریتره بازی کرده است.